# Древново-Ґолинь
Древново-Ґолинь (пол. Drewnowo-Gołyń) — село в Польщі, у гміні Боґути-П'янки Островського повіту Мазовецького воєводства.
Населення — 140 осіб (2011).
У 1975-1998 роках село належало до Ломжинського воєводства.

## Демографія
Демографічна структура станом на 31 березня 2011 року:
|          | Загалом | Допрацездатний вік | Працездатний вік | Постпрацездатний вік |
| -------- | ------- | ------------------ | ---------------- | -------------------- |
| Чоловіки | 76      | 12                 | 54               | 10                   |
| Жінки    | 64      | 11                 | 39               | 14                   |
| Разом    | 140     | 23                 | 93               | 24                   |